# Centro culturale Heydər Əliyev
Il centro culturale Heydər Əliyev è un complesso culturale situato a Baku, in Azerbaigian, prende il nome dall'ex Presidente dell'Azerbaigian, Heydər Əliyev. Il complesso è stato progettato dall'architetto britannico-irachena Zaha Hadid.

## Descrizione
Il centro culturale ospita una sala conferenze con tre auditorium, una biblioteca e un museo. Il progetto ha lo scopo di svolgere un ruolo fondamentale nella vita intellettuale della città. Situato vicino al centro della città, il sito è fondamentale per la riqualificazione di Baku. Nei luoghi confinanti al centro culturale saranno costruite abitazioni, uffici, hotel e un centro commerciale; mentre tra il centro culturale e la via principale della città sorgerà il Cultural Plaza, che fungerà da piazza all'aperto per il centro culturale, nonché spazio accogliente per i turisti.
Il centro culturale Heydər Əliyev rappresenta una forma fluida che emerge dalla piegatura della topografia naturale del paesaggio e dell'avvolgimento delle singole funzioni. Tutte le funzioni del centro, insieme agli ingressi, sono rappresentate da pieghe in un'unica superficie continua. Questa forma fluida dà la possibilità di collegare vari spazi culturali e allo stesso tempo, fornisce una propria identità e privacy ad ogni elemento. Come si ripiega all'interno, la pelle erode via per diventare un elemento del paesaggio interno del centro culturale.
Il centro aveva tenuto una cerimonia ufficiale-soft di apertura il giorno 10 Maggio 2012 dall'attuale presidente dell'Azerbaigian Ilham Aliyev.
Il 20 luglio 2012, si sviluppò un incendio sul tetto del palazzo verso le 11:30. È stato subito spento dai vigili del fuoco, ed è stato riportato che il fuoco ha danneggiato solo il tetto dell'edificio, lasciando l'interno lievemente lesionato, soprattutto a causa dell'acqua utilizzata dai pompieri per spegnere il fuoco.

## Nella cultura di massa
L'edificio è stato descritto in un episodio di Ingegneria Estrema, un documentario che va in onda su Discovery Channel e Science Channel. L'episodio chiamato l'Incredibile trasformazione dell'Azerbaigian è andato in onda il 22 aprile 2011 nell'ambito della Stagione 9.